# 프로바이오틱

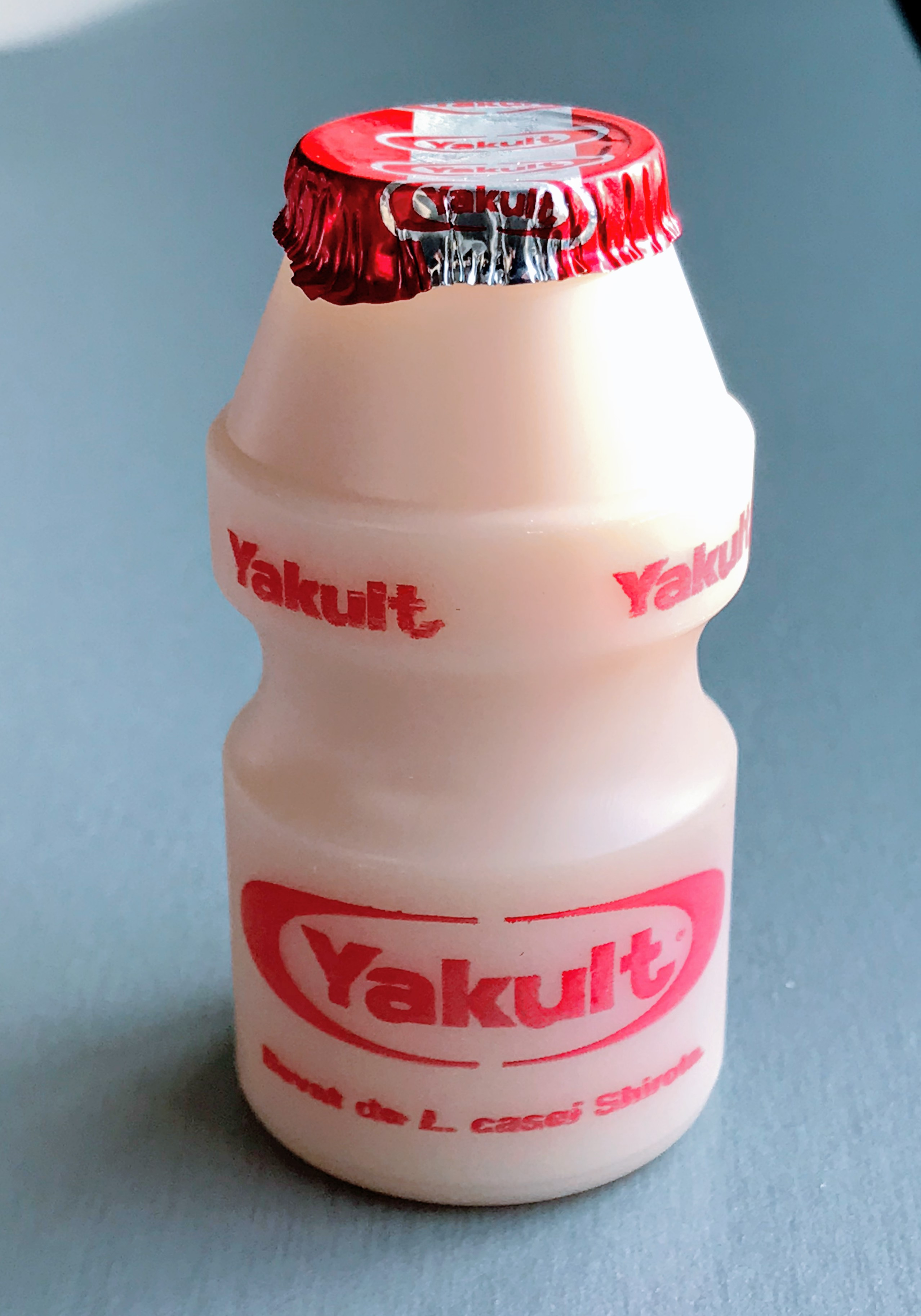
마시는 요구르트의 모습

프로바이오틱(probiotic)은 적당량을 섭취했을 때 인체에 이로움을 주는 살아있는 균을 총칭하는 말로 우리 몸에 유익(有益)을 주는 균(菌)을 말한다. 현재까지 알려진 대부분의 프로바이오틱은 유산균이다. 프로바이오틱인 유산균이나 이로운 세균들은 몸 안의 위산과 담즙산에서 살아남아서 소장까지 도달하여 장에서 증식하고 정착한다. 정착한 장 안에서 건강에 이로운 효과를 나타내며, 이러한 프로바이오틱은 독성이 없고 비병원성이어야 한다.
일반적으로 프로바이오틱 제품은 젖당(락토오스)을 발효하여 젖산이나 알코올을 생성시켜 만든 발효유 제품으로 섭취된다. 프로바이오틱은 치즈와 요구르트로부터 김치와 된장에 이르기까지 발효를 이용한 음식들에 많이 들어있다. 프로바이오틱은 식품, 특히 발효식품을 통하여 섭취하는 것부터 최근에는 건강기능식품을 통해 섭취하기까지 다양한 경로가 있다.
최근에는 락토바실러스(Lactobacillus), 비피도박테리움(Bifidobacterium), 엔테로콕쿠스(Enterococcus)등 이로운 균주를 포함하고 있는 프로바이오틱 제품을 발효유, 과립, 분말 등의 형태로 판매하고 있다.

## 작용원리
프로바이오틱은 섭취되어 장에 도달하였을 때에 장내 환경에 유익한 작용을 하는 균주를 말한다. 즉, 장에 도달하여 장 점막에서 생육할 수 있게 된 프로바이오틱은 젖산을 생성하여 장내 환경을 산성으로 만든다. 산성 환경에서 견디지 못하는 유해균들은 그 수가 감소하게 되고 산성에서 생육이 잘 되는 유익균들은 더욱 증식하게 되어 장내 환경을 건강하게 만들어 주게 되는 것이다.(Ouwehand 등, 2002).

## 연구
프로바이오틱이 식품이나 식이보충제로서 건강에 어떤 영향을 미치는지 평가하기 위한 예비 연구가 진행 중이다. 유럽 식품안전청(European Food Safety Authority)에 제기된 모든 주장을 종합해보면 프로바이오틱 제품의 소비와 건강상의 이점 사이의 인과 관계를 증명하는 과학적 증거는 불충분하다. 실험된 균주의 실험 결과를 토대로 실험되지 않은 균주의 효과를 추정하는 과학적 근거는 없다. 장내 세균총 조절을 통한 건강 개선은 장기적인 식생활 변화와 직접적인 관련이 있는 것으로 보인다. 일부 락토바실러스가 체중 증가에 기여할 수 있다는 주장은 여전히 논란의 여지가 있다.

### 설사
프로바이오틱은 설사를 예방하고 완화하는 능력으로 잘 알려져 있다. 설사는 항생제 치료의 전형적인 부작용이다. 항생제가 장내 유익한 미생물과 유해한 미생물의 균형을 방해할 수 있기 때문이다. 여러 연구에 따르면 프로바이오틱 사용이 항생제 유발 설사의 위험 감소와 관련이 있다. 한 연구에 따르면 프로바이오틱은 항생제 관련 설사를 42% 감소시키는 것으로 나타났다. 프로바이오틱은 또한 항생제로 인한 것이 아닌 다른 종류의 설사 치료에 도움이 될 수 있다. 프로바이오틱은 여행자 설사의 발병률을 8% 감소시켰다. 또한 다른 유형의 설사의 위험을 어린이의 경우 57%, 성인의 경우 26% 감소시켰다. 35개 조사에 대한 종합적인 검토에 따르면 특정 균주의 프로바이오틱은 감염성 설사의 지속 시간을 약 25시간까지 줄일 수 있다.

### 정신건강
프로바이오틱 보충제는 동물과 사람 모두의 다양한 정신 건강 문제의 개선과 관련이 있다. Bifidobacterium 및 Lactobacillus 균주를 1-2개월 동안 보충하면 불안, 우울증, 자폐증, 강박 장애(OCD) 및 기억력을 낮추는 15개의 연구에서 나타났다. 한 연구에서 70명의 화학 작업자를 대상으로 한 6주간의 실험이 수행되었다. 하루에 100g의 프로바이오틱 요구르트를 섭취하거나 매일 프로바이오틱 캡슐을 섭취한 사람들은 전반적인 건강, 우울증, 불안 및 스트레스 수준을 개선했다. 2020년에 프로바이오틱이 우울증을 개선할 수 있다는 것이 발견됐지만, 더 많은 연구가 필요하다.

### 콜레스테롤
담즙은 특정 젖산 생성 박테리아에 의해 분해되어 콜레스테롤 수치를 감소시킨다. 프로바이오틱은 담즙이 장을 통해 재흡수되어 콜레스테롤을 분해하여 순환계에 들어가는 것을 방지할 수 있다. 2002년에는 프로바이오틱스 균주가 함유된 요구르트가 혈청 콜레스테롤 수준에 미치는 단기(2-8주) 효과를 조사한 5개의 이중맹검 실험을 포함한 메타분석에서 총 콜레스테롤 농도는 8.5 mg/dL (0.22 mmol/L) (4%), 혈중 LDL 농도는 7.7 mg/dL (0.2 mmol/L) (5%) 감소한 것으로 나타났다.

### 면역
일부 락토바실러스는 경쟁적 저해를 통해 병원체에 영향을 미칠 수 있으며, 어떤 연구에서는 IgA 생성 세포의 수가 증가하고 식작용이 개선되었을 뿐만 아니라 T세포와 자연 살해 세포의 비율이 증가했다. 다른 연구에 따르면 570명 이상의 어린이를 대상으로 한 최근 연구에서 락토바실러스 GG는 호흡기 감염의 빈도와 중증도를 17% 감소시켰다. 프로바이오틱스, 특히 락토바실러스 크리스파투스(Lactobacillus crispatus)는 여성의 요로감염 발병률을 50%까지 감소시키는 것으로 밝혀졌다. 프로바이오틱스가 성인의 급성 상기도 감염 발생률을 낮출 수 있다는 증거는 약한데, 이는 위약이나 치료제가 없는 것보다 더 나았다. 프로바이오틱스는 노인들의 감염 위험을 변화시키지 않는 것으로 보인다.

### 체중과 뱃살
프로바이오틱은 다양한 경로를 통해 체중 감소를 도울 수 있다. 예를 들어 일부 프로바이오틱은 장에서 지방이 흡수되는 것을 방지한다. 그런 다음 지방은 몸에 저장되지 않고 대변을 통해 제거된다. 한 연구에 따르면 락토바실러스 람노수스(Lactobacillus rhamnosus)를 3개월 동안 복용한 다이어트 여성은 프로바이오틱을 섭취하지 않은 여성보다 체중이 50% 더 감소했다. 210명을 대상으로 한 2013년 연구에 따르면 12주 동안 락토바실러스 가세리(Lactobacillus gasseri)를 소량 복용해도 복부 지방이 8.5% 감소했다.
프로바이오틱의 섭취는 사람이 건강한 상태를 유지하는데 도움을 주지만, 이 외에도 유아, 과민성 대장 증후군, 염증성 장질환 등 다양한 질병의 개선에도 도움을 준다. 프로바이오틱은 유당불내증을 개선하고 결장암을 예방하며 콜레스테롤 및 혈압을 낮춰준다. 그리고 면역기능 개선, 감염예방, 스트레스로 인한 유해한 세균의 성장 방지, 과민성대장증후군과 결장염 개선 등의 역할을 한다. 또한 프로바이오틱의 섭취는 면역시스템을 강하게 하며, 캔디다증과 관련된 장의 치료와 항생제로서 권고되어 왔다. 프로바이오틱은 항생제 사용, 과잉의 알콜, 스트레스, 질병, 독성물질에 노출 등의 상황에 우리 몸이 균형을 유지할 수 있도록 하는 역할을 한다. 또한 우리의 건강을 저해하고 유해한 경쟁자가 성장하지 못하도록 활동한다.

## 프로바이오틱이 함유된 식품
몸 안의 장에 살고 있는 세균들은 우리의 식생활에 따라 구성이 바뀌게 되는데, 과일이나 채소의 섬유소를 섭취할 경우 유익균의 수가 증가하는 반면 육류, 인스턴트식품 등을 먹으면 장 속의 유해균이 증가해 이들의 독성물질로 인해 염증이 생길 수 있다.

### 프로바이오틱의 더 효과적인 섭취
1. 프로바이오틱은 약 60˚C 이상의 온도에서 살지 못하므로 효과적으로 섭취하기 위해서는 김치나 된장 등의 발효 식품을 익혀 먹지 않는 게 좋다.
2. 프로바이오틱의 효과를 더 높이기 위해서는 채소와 함께 섭취하는 것이 좋다. (예 : 바나나를 곁들인 요구르트, 치즈 채소샐러드, 나물 된장무침 등)
3. 단기간에 효과를 보려 하지 말고 적어도 3주 이상 꾸준히 섭취하는 게 좋다.
4. 건강기능성식품을 섭취할 때는 프로바이오틱의 함량이 최소한 1억 마리(10⁸CFU/일) 이상인지를 확인하고, 제품의 권장량에 따라 섭취하는 게 좋다.

## 의약품
덴마크에서 프로바이오틱은 흔히 처방되는 약 중 하나이다. 특히 항생제를 먹는 환자에게 권해지는데 항생제 섭취시 유해균은 물론 유익균까지 죽게된다. 따라서 보충제로 프로바이오틱을 섭취하면 항생제로 인해 감소된 유익균의 수를 증가시킬 수 있다.
그리고 프로바이오틱은 식품을 통한 섭취뿐만 아니라 건강기능식품으로 섭취할 수 있도록 시중에서 판매도 되고 있다. 프로바이오틱 유산균이 살아서 장까지 이동할 수 있는 기술과, 동양인과 서양인의 장 모양과 길이가 다르기 때문에 그 사람에게 적합한 균주인지 체크해보고 먹을 수 있는 다양한 프로바이오틱 제품들이 출시되었다. 또한, 90도의 온도에서도 생존하는 프로바이오틱 제품, 아이를 위한 프로바이오틱 제품들도 시중에서 판매되고 있다.

## 연구결과
Fukushima 등(1997)은 9명의 건강한 어린이에게 B. bifidum(비피둠)를 8.8×108 CFU씩 20일간 섭취시킨 결과, 분변의 Bifidobacterium(비피오바테리움) 중 섭취균이 27%를 차지하고 있으며 부패성 대사물이 감소한 것을 확인하였다.
Saito 등(2002)은 유제품에서 분리한 helveticus GCL1001을 건강한 성인 남녀에게 84×108 CFU, 252×108 CFU 섭취시킨 결과, Bifidobacterium이 증가하고 Clostridium이 감소함을 확인하였다.
이 외에도 Nobaek 등(2000)은 IBS 환자들에게 Lactobacillus plantarum을 섭취시킨 결과 피험자의 장내에서 Lactobacillus plantarum이 발견되고 복통 등이 감소되었다고 보고하였다. 이처럼 Lactobacillus와 Bifidobacteria의 단일 균주 또는 혼합 균주의 분말이나 발효유를 1일 108 CFU 이상 섭취하는 것은 장에서 유익한 유산균인 Lactobacillus와 Bifidobacteria를 증가시키고, 유해균인 대장균(E. coli) 혹은 Clostridium를 감소시킨다는 것이 여러 연구에서 확인되고 있다.

## 같이 보기
- 기능성 식품